# Qin Wangping
Qin Wangping (chinesisch 秦旺萍 * 16. Juni 1982 in Nantong) ist eine ehemalige chinesische Sprinterin.

## Sportliche Laufbahn
Erste internationale Erfahrungen sammelte Qin Wangping im Jahr 1999, als sie bei den Juniorenasienmeisterschaften in Singapur in 11,55 s die Goldmedaille im 100-Meter-Lauf gewann, wie auch über 200 Meter in 23,30 s und mit der chinesischen 4-mal-100-Meter-Staffel in 46,05 s. Im Jahr darauf schaffte sie im 200-Meter-Lauf die Qualifikation für die Olympischen Spiele in Sydney, bei denen sie mit 24,10 s in der ersten Runde ausschied. Zudem erreichte sie mit der Staffel in 44,87 s im Finale Rang sieben. 2001 nahm sie erstmals an den Ostasienspielen in Osaka teil und siegte dort mit der Staffel mit neuem Spielerekord von 44,08 s. 2002 gewann sie bei den Asienmeisterschaften in Colombo in 11,56 s die Silbermedaille über 100 Meter hinter der Sri Lankerin Susanthika Jayasinghe und siegte mit der Staffel in 43,94 s. Anschließend belegte sie beim IAAF World Cup in Madrid in 43,82 s Rang sechs mit dem asiatischen Team. Anfang Oktober startete sie dann bei den Asienspielen in Busan und gewann dort in 11,51 s die Bronzemedaille über 100 Meter hinter Jayasinghe aus Sri Lanka und der Usbekin Lyubov Perepelova. Zudem siegte sie mit der 4-mal-100-Meter-Staffel in 43,84 s und gewann mit der 4-mal-400-Meter-Staffel in 3:32,43 min die Bronzemedaille hinter den Teams aus Indien und Kasachstan.
2003 nahm sie im 60-Meter-Lauf an den Hallenweltmeisterschaften in Birmingham teil, schied dort aber mit 7,41 s im Vorlauf aus. Bei der Sommer-Universiade in Daegu siegte sie in 11,53 s über 100 Meter sowie in 44,09 s auch mit der chinesischen 4-mal-100-Meter-Staffel. Anschließend gewann sie bei den Asienmeisterschaften in Manila in 11,56 s die Silbermedaille über 100 Meter hinter der Usbekin Perepelova und gewann mit der Staffel in 44,97 s die Bronzemedaille hinter den Teams aus Thailand und Japan. Daraufhin belegte sie bei den Afro-Asiatischen Spielen in Hyderabad in 12,17 s den siebten Platz über 100 Meter. 2005 siegte sie bei den Asienmeisterschaften in Incheon in 11,47 s über 100 Meter und sicherte sich mit der Staffel in 44,24 s die Silbermedaille hinter Thailand. Anschließend siegte sie auch bei den Ostasienspielen in Macau in 11,65 s über 100 Meter und gewann mit der Staffel in 45,37 s die Silbermedaille hinter dem Team aus Japan. Im Jahr darauf schied sie bei den Hallenweltmeisterschaften in Moskau mit 7,81 s über 60 Meter in der ersten Runde aus und anschließend nahm sie erneut an den Asienspielen in Doha teil, bei denen sie mit der Staffel in 44,33 s die Goldmedaille gewann, während sie über 100 Meter in 11,71 s den fünften Platz belegte.
2007 startete sie mit der Staffel bei der Sommer-Universiade in Bangkok und belegte dort in 45,77 s den siebten Platz. Zudem qualifizierte sie sich mit der Staffel für die Weltmeisterschaften in Osaka, bei denen sie aber mit 43,39 s den Finaleinzug verpasste. Im Jahr darauf nahm sie an den Olympischen Spielen in Peking teil, verpasste aber auch dort mit der Staffel mit 43,78 s den Finaleinzug. Nach der Saison 2009 beendete Qin im Alter von 27 Jahren in Jinan ihre Karriere als Leichtathletin, bestritt aber 2013 einen weiteren Wettkampf in Nanjing.
In den Jahren 1999, 2002 und 2003 sowie 2005 und 2007 wurde Qin chinesische Meisterin im 200-Meter-Lauf sowie 2002 und 2003 sowie 2005 und 2006 auch über 100 Meter.

## Persönliche Bestzeiten
- 100 Meter: 11,30 s (−1,4 m/s), 7. Juni 2000 in Jinzhou
- 60 Meter (Halle): 7,26 s, 20. Februar 2005 in Shanghai
- 200 Meter: 23,08 s (+1,2 m/s), 8. Juni 2000 in Jinzhou
  - 200 Meter (Halle): 24,52 s, 17. Februar 2003 in Tianjin